# アフィアFC
アフィア・フットボール・クルブ（Hafia Football Club）は、ギニアのコナクリをホームタウンとするサッカークラブである。

## 歴史
クラブは元々、クラブが位置した地域に由来するコナクリIIと呼ばれており、このクラブ名で1966年と1967年、1968年にリーグ優勝した。1970年代初めにアフィアに改称した。アフィアはギニアの現地語で「ルネサンス」「健康」を意味する言葉である。1972年と1975年、1977年にアフリカチャンピオンズカップで優勝した。
2017年、ギニアカップ決勝でオロヤACをPK戦4-1で破り、2002年以来15年ぶりとなる通算4回目の優勝を果たした。

## 獲得タイトル

### 国内
- リーグ・アン：15回
  - 1966, 1967, 1968, 1971, 1972, 1973, 1974, 1975, 1976, 1977, 1978, 1979, 1982, 1983, 1985
- クープ・ナシオナル：4回
  - 1992, 1993, 2002, 2017

### 国際
- CAFチャンピオンズリーグ：3回
  - 1972, 1975, 1977

出典